# أنطونيو روجاس (لاعب كرة قدم)
أنطونيو روجاس (بالإسبانية: Antonio Rojas Melero) هو لاعب كرة قدم إسباني في مركز الهجوم، ولد في 22 مارس 1984 في فياروبليدو في إسبانيا. لعب مع ريال سبورتينغ خيخون وسبورتينغ خيخون ب ونادي أورينسي ونادي أونتينيينت ونادي فييانوفينسي ونادي لاردة ونادي لاس بالماس.

## وصلات خارجية
- أنطونيو روجاس على موقع قاعدة بيانات كرة القدم.إي يو (الإنجليزية)
- أنطونيو روجاس على موقع Soccerway.com (الإنجليزية)
- أنطونيو روجاس على موقع AS.com (الإسبانية)